# Pasay
Pasay – miasto na Filipinach, na wyspie Luzon, w zespole miejskim Manili. W 2010 roku jego populacja liczyła 392 869 mieszkańców.
W mieście rozwinął się przemysł włókienniczy oraz chemiczny.

## Miasta partnerskie
- Union City, USA
- Tainan, Republika Chińska
- Sacramento, USA